# Кут повороту растру
Кут повороту растру — кут, на який необхідно повертати проєкційний або контактний растри, а також растрові структури при електронному раструванні, що використовують для растрування зображень різних фарб у видавничих системах із метою мінімізації муару на відбитках. Кут повороту растру відраховують від вертикалі зображення оригіналу.
Для однофарбових зображень кут повороту растру складає 450; при тріадному друці найпоширеніші кути для повороту растру- 450 (для чорної), 750 (для пурпурової), 1350(для блакитної), і 00 (для жовтої) фарби.